# 音分
音分（英語：cent）是度量音程的对数标度单位，在十二平均律中，將一個八度音程分為12個半音。每一个半音的音程（相当于相邻钢琴键间的音程）等于100音分。音分通常用於度量极小的音程，或是用于对比不同调律系统中可比音程的大小差异。然而若是兩個相鄰音符間的音程只有相差1音分時，由於差距极为微小，人耳很难辨別。

## 历史
1830年代，在罗伯特·霍尔福德·麦克道威尔·鲍桑葵（Robert Holford Macdowell Bosanquet）的建议下，音响学者、比较音乐学者亚历山大·约翰·埃利斯（Alexander John Ellis）以加斯帕德·戴普罗尼（Gaspard de Prony）发展的“声学对数”（acoustic logarithms）十进制半音系统度量法为基础，将音分的概念引入他翻译的赫尔曼·冯·亥姆霍兹著作《音调的感觉》（On the Sensations of Tone）。音分已经成为表示和对比音高及音程的相对标准的方法。

## 应用

平均律（灰色图示）音程和五度相生律（蓝色图示）音程的对比反映出频率比与音分值间的关系。所示曲线的左侧标有比值式。

1200音分等于一个八度音程，频率比为2:1，等程半音（相当于相邻钢琴键间的音程）等于100音分，代表1音分正好等于21/1200，即{\displaystyle {\sqrt[{1200}]{2}}}，近似1.0005777895。
如果知道两个音a和b的频率，两个音相距的音分值n可用下列公式计算（类似分貝定义式的形式，目的是为了使指数形式的物理单位线性化，使其化为对数）：
{\displaystyle n=1200\log _{2}\left({\frac {a}{b}}\right)\approx 3986\log _{10}\left({\frac {a}{b}}\right)}
同样地，如果知道音b和音分值n，那么另一个音a可用下列公式算出：
{\displaystyle a=b\times 2^{\frac {n}{1200}}}
为了比较不同的调律系统，会把不同的音程差距用音分表示。例如在纯律中，大三度用频率比表示为5:4，使用上面的公式可算出其约为386音分，在十二平均律钢琴的等分音程中則为400音分。这14音分的差距，大约是一个半度的1/7，是很容易听出来的。人类的最小可覺差大约是6音分，某些聽力較好的人可以達到4~5音分。

## 人类感知
人类可察觉的音分差是难以确定的，每个人的分辨能力都是不同的。一位作家曾说过人类能分辨5－6音分的音高差距。 分辨音分差的阈限也会因为音高的音色作用而明显变化。在一项研究中，音色的变化降低了学生音乐家识别走调音的能力，使他们识别音高的误差达到了±12音分。 这项研究中也确认，如果听者能更明白的知道音高的前后关系，他们对音高的判断会更准确。
当人在听乐器的顫音时，有证据表明人类能感知到的是如中心音高一样的平均频率。 一项关于西方声乐颤音的研究发现颤音的音分变化范围都会在±34音分和±123间，平均变化±71音分，在威尔第歌剧的咏叹调中颤音的变化更大。
普通成人可以清楚分辨至少25音分的音高差，而患有失乐感症的成人不能分辨小于100音分的音程差，有时分辨更大的音程差都是有困难的。

## 声音
下列音频文件播放的第一个音都是中音C，下一个音均比其更尖锐。
如果单独播放听者是很难听出区别的，而如果一起播放可能就会听到拍頻。在任何特定的瞬间，两个波动都会叠加增强或者抵消，取决于它们在某一瞬间的相位。钢琴调律师可以通过测定两弦同时发音的振差来确定调弦是否准确。